# Cieśnisk Wielki
Cieśnisk Wielki (pronunciación en polaco: /ˈtɕɛɕɲisk ˈfjɛlkʲi/) es un pueblo ubicado en el distrito administrativo de Gmina Janów, dentro del Condado de Sokółka, Voivodato de Podlaquia, en el norte de Polonia oriental. Se encuentra aproximadamente a 9 kilómetros al noreste de Janów, a 22 kilómetros al noroeste de Sokółka, y a 47 kilómetros al norte de la capital regional Białystok.